# Epsilon Eridani b
Epsilon Eridani b è un pianeta extrasolare orbitante attorno alla stella Epsilon Eridani, alla distanza di 10,5 anni luce dal Sistema solare. Al momento della scoperta, nel 2000, si trattava dell'esopianeta di cui si fosse certi dell'esistenza più vicino alla Terra. Nel dicembre del 2015, l'Unione astronomica internazionale ha annunciato i nomi scelti nel concorso pubblico NameExoWorlds per la scelta dei nomi di 19 esopianeti e delle loro stelle che ancora non avessero un nome proprio; per il pianeta è stato scelto AEgir e per la stella Ran.

## Scoperta
La scoperta è stata annunciata nell'agosto del 2000 da un team di astronomi guidato da Artie Hatzes del McDonald Observatory dell'Università del Texas), ma solo nell'ottobre del 2006, grazie ai dati ricavati dal telescopio spaziale Hubble, G.F. Benedict e B.E. McArthur ne hanno potuto dimostrare definitivamente l'esistenza.

## Caratteristiche

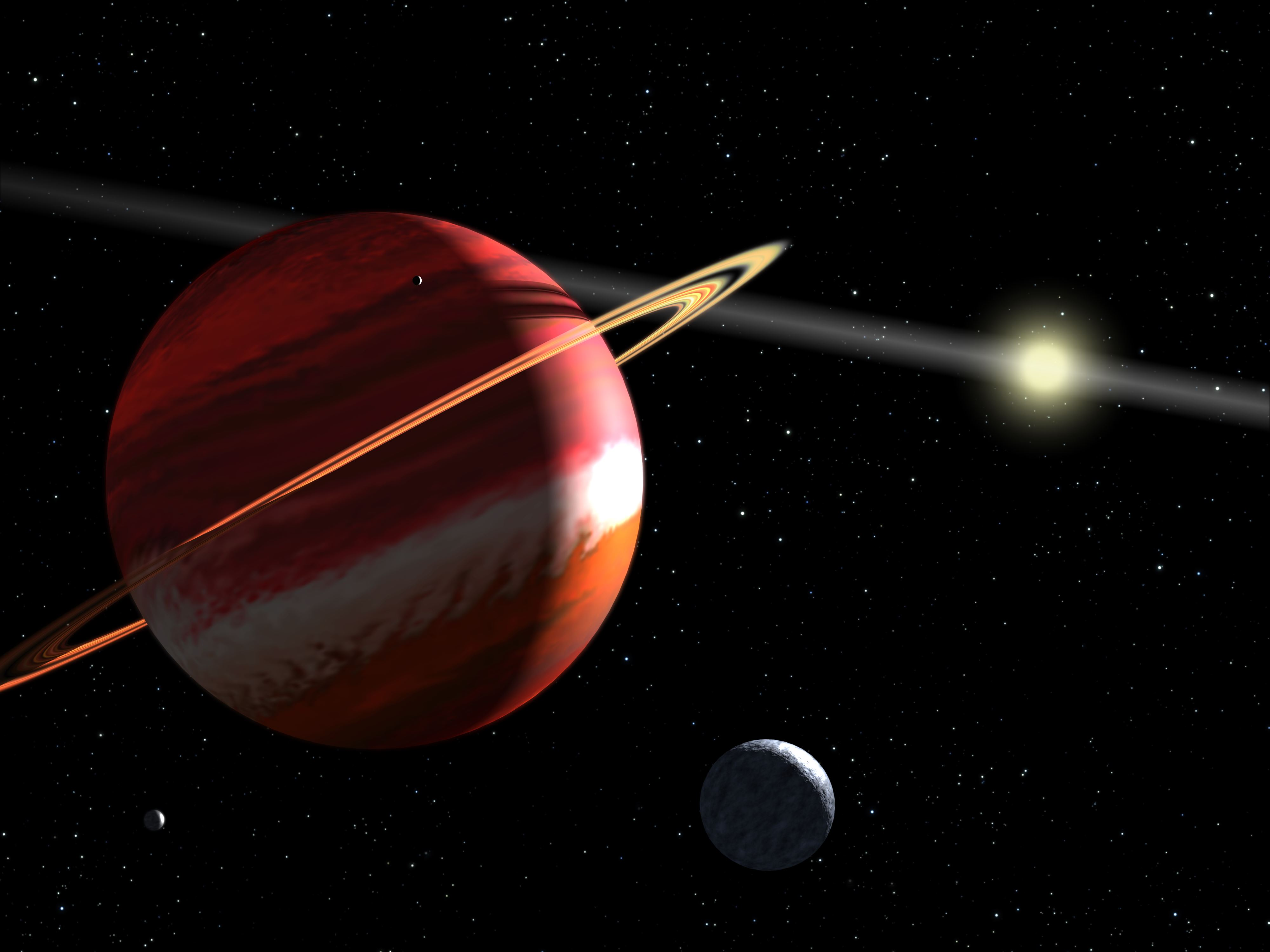
Rappresentazione artistica del pianeta.

Si tratta di un gigante gassoso con una massa attorno all'80% di quella di Giove, collocato ad una distanza media di circa 3,5 UA dalla stella, lungo un'orbita che, dagli ultimi studi del 2019, non pare particolarmente eccentrica, come invece era stato suggerito in precedenza (e=0,07). Studi del 2021 ridimensionano leggermente la massa del pianeta a 0,66 MJ.
È stata inoltre ipotizzata la presenza di un secondo pianeta (Epsilon Eridani c) ad una distanza di circa 40 UA e con un decimo della massa di Giove, ma la sua esistenza non è stata ancora provata definitivamente.
Il 27 ottobre 2008 alcuni astronomi, usando il telescopio spaziale Spitzer della NASA, hanno dimostrato l'esistenza di due fasce di asteroidi. Di queste, la più interna è collocata grosso modo nella stessa posizione che la fascia principale degli asteroidi occupa nel Sistema Solare.
La scoperta, complessivamente, di tre distinti dischi di materia circumstellare nel sistema di Epsilon Eridani ha portato a ritenere che la stella sia orbitata da almeno tre pianeti di massa considerevole, tuttavia questo prima del ribasso del valore dell'eccentricità.

## Ricerca di satelliti extrasolari
AEgir è uno dei pochi esopianeti conosciuti aventi una massa maggiore di quella gioviana e che è visualmente separato dalla stella madre più di 0,5 secondi d'arco, di conseguenza è uno dei migliori candidati per la ricerca di esolune di dimensioni terrestri tramite osservazioni nell'infrarosso col telescopio spaziale James Webb, entrato in funzione nel 2022.